# Nekrobotik

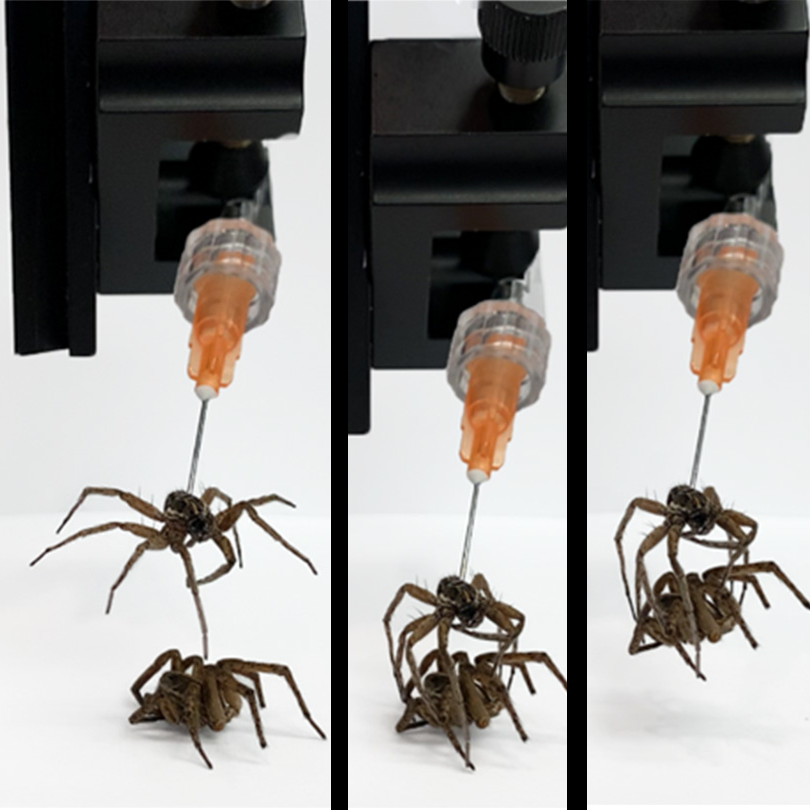
Ein nekrobotischer Greifarm

Die Nekrobotik (Kofferwort für Nekro-Robotik) befasst sich damit, biotische Produkte oder tote Lebewesen als Roboterkomponenten zu nutzen. Der Name des Themengebiets wurde von einem Forscherteam um Te Faye Yap und Daniel J. Preston vorgeschlagen, als sie und ihr Team den Einsatz einer toten Wolfsspinne als Greifwerkzeug demonstrierten.

## Geschichte
Die Idee für die Nekrobotik entstand 2019, als im neuen Labor der Forschungsgruppe um Preston an der Rice University in Houston eine tote Spinne gefunden wurde. Durch die Beobachtung, dass die Beine der toten Spinne zu ihrem Körper hin angezogen waren, wurden die Wissenschaftler auf den Bewegungsmechanismus der Spinnenbeine aufmerksam, der nicht auf Muskelkontraktion beruhte, sondern auf dem Pumpen von Hämolymphe in die Gliedmaßen. Dieses hydraulische Prinzip wollten die Wissenschaftler ausnutzen und demonstrierten im September 2019 erstmals den Einsatz von einer toten Spinne als Greifwerkzeug. Durch die Corona-Pandemie konnte die Forschung zunächst nicht weiterverfolgt werden. Im Juli 2021 wurden die Experimente wieder aufgenommen, und im Juli 2022 konnte die erste Arbeit zur Nekrobotik „Necrobotics: Biotic Materials as Ready‐to‐Use Actuators“ veröffentlicht werden. Es folgte ein breites Medienecho, unter anderem in der US-amerikanischen Late-Night-Show The Late Show with Stephen Colbert. Im September 2023 wurde die Arbeitsgruppe mit dem Ig-Nobelpreis für Maschinenbau ausgezeichnet.

## Funktionsweise

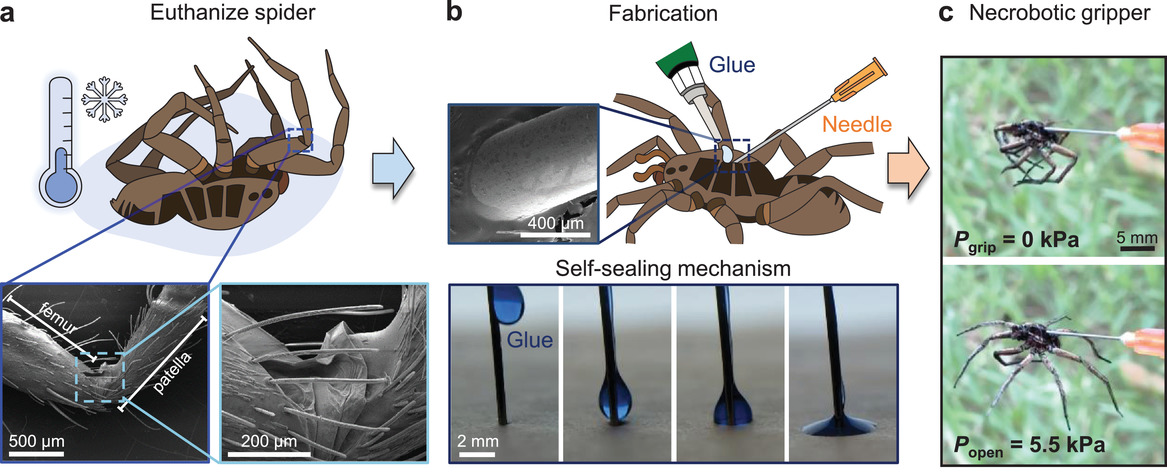
Herstellung und Funktionsweise eines nekrobotischen Greifarms

Der erste Prototyp eines nektrobotischen Greifarms besteht aus einer toten Spinne, in deren Prosoma eine Nadel eingeführt wird. Diese wird mit Klebstoff fixiert, und die Einstichstelle wird abgedichtet. Wird der Druck in der Spinne über eine Spritze oder andere Druckquellen über den Atmosphärendruck erhöht, so spreizen sich die Beine der Spinne ab. Wird der Druck verringert, so ziehen sich die Beine wieder zusammen. Ein so gebauter Greifarm ist in der Lage, empfindliche Gegenstände, unregelmäßig geformte Gegenstände sowie schwerere Gegenstände zu greifen. Der Greifarm kann bis zu 1000 mal genutzt werden, bevor die Gelenke verschleißen.

## Kritik
Die Nekrobotik wird als Fetischisierung von Gewalt, als Subsumierung von Leben und Tod unter die Kreisläufe des Kapitalismus und damit als Teil des Nekrokapitalismus kritisiert.